# Stiftsbibliothek Waldsassen

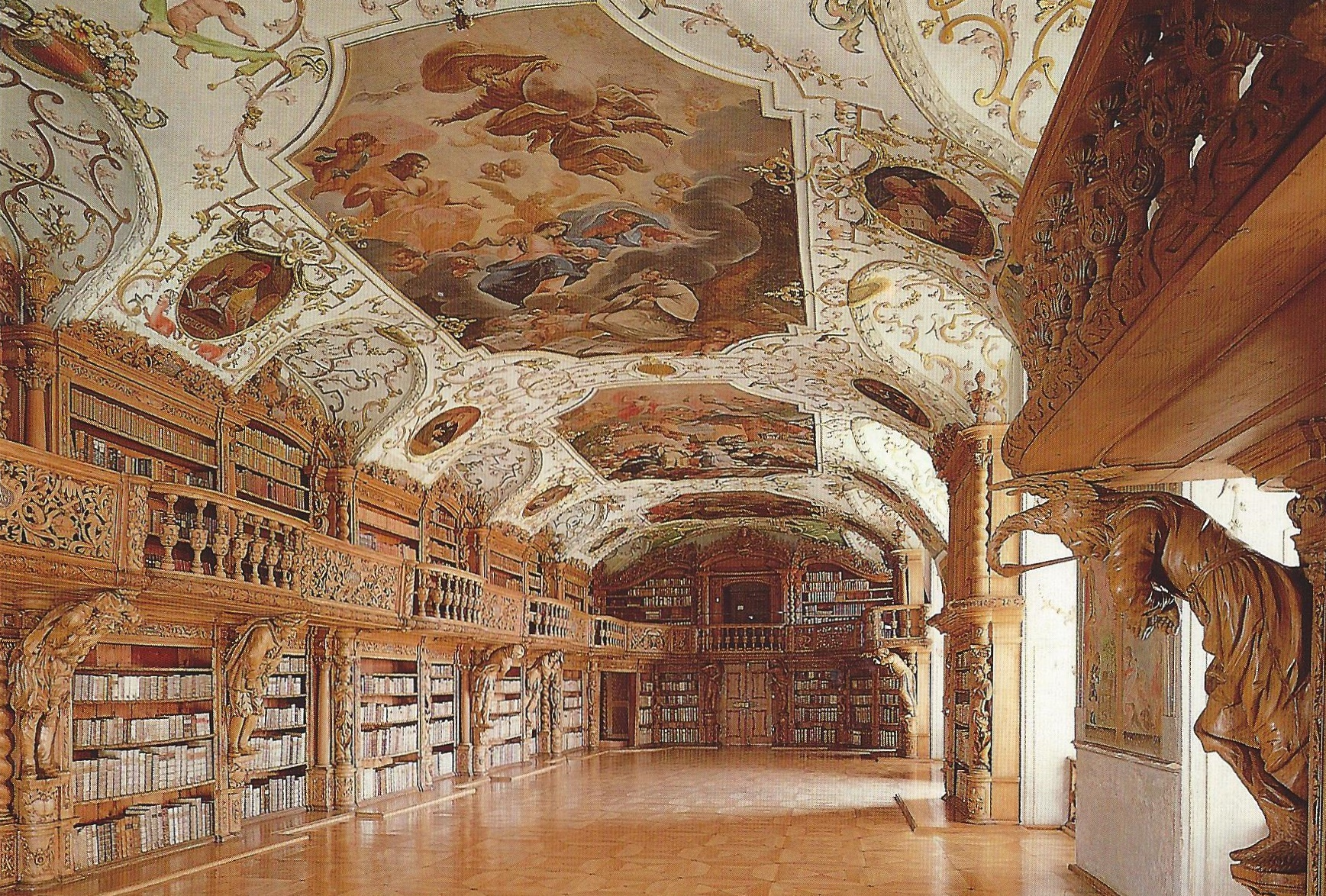
Innenansicht der Stiftsbibliothek

Die Stiftsbibliothek Waldsassen  in der Zisterzienser-Abtei zählt zu den kunsthistorisch wichtigsten Bibliotheken Süddeutschlands.

## Bau und Bedeutung
Begonnen wurde mit dem Bau der Bibliothek zwar schon 1433 unter dem Abt Johannes VI. Wendel, doch erst unter Abt Eugen Schmid wurde von 1724 bis 1726 der Bibliotheksaal so ausgestattet, wie ihn heute jedes Jahr etwa 100.000 Besucher besichtigen können. Zehn meisterhaft geschnitzte lebensgroße Holzfiguren stützen mit ihren Schultern die Empore des Bibliotheksaals. Es sind zunächst Personen, die den Weg der Buchproduktion veranschaulichen: Lumpensammler, Pergamentenmacher, Buchbinder, Autor, Buchhändler, Kritiker... Diese sollen aber auch die unterschiedlichen Facetten des Hochmuts versinnbildlichen, wie Dummheit, Spottlust, Heuchelei und Ignoranz. Außerdem schmücken den Raum geschnitzte Porträtbüsten berühmter Persönlichkeiten aus der Antike wie Sophokles, Plato, Nero und Sokrates.
In den vier großen Fresken sind mystische Erscheinungen und Szenen aus dem Leben des Zisterzienserheiligen Bernhard von Clairvaux dargestellt. Die zehn Bildnismedaillons zeigen die großen Kirchenlehrer. Das Gewölbe der Bibliothek ist mit prächtigem Stuck überzogen.
Die Bildhauerarbeiten in der Bibliothek schuf Karl Stilp, der in Waldsassen lebte und im zehn Kilometer entfernten Eger (heute: Cheb) eine Werkstatt hatte.
Die insgesamt 14 großen und kleinen Deckengemälde malte der Bayreuther Maler Karl Hofreiter, der wie Stilp in Eger tätig war.
Für die Stuckarbeiten waren die drei Stuckateure Jacopo Appiani, Francesco Chiusa und Paolo Marazzi verantwortlich.